# Birmingham City WFC
A Birmingham City FC női labdarúgó szakosztálya 1968-ban jött létre Solihullban. Anglia első osztályú bajnokságának, a Women's Super League-nek egyik alapító tagja.

## Klubtörténet

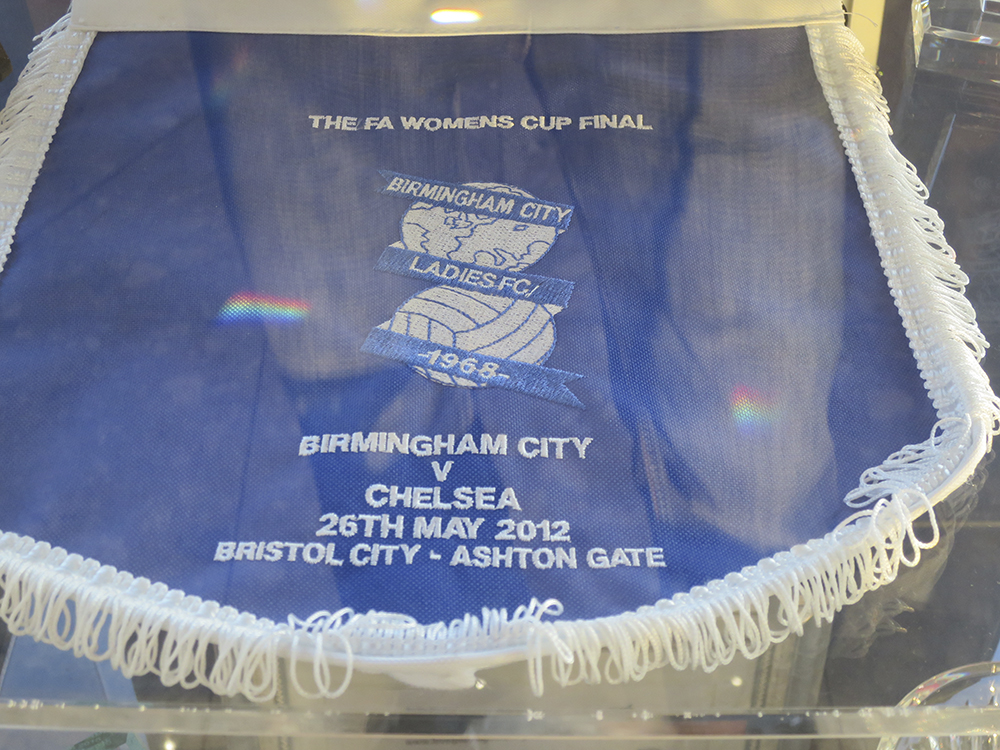
A 2012-es FA-kupa döntő zászlaja

## Sikerlista
- Angol bajnoki ezüstérmes (2): 2011, 2012
- Angol kupagyőztes (1): 2011–12
- Angol kupadöntős (1): 2017
- Angol szuperkupa döntős (1): 2001–02
- Angol szuperkupa döntős (2): 2011, 2012
- Angol harmadosztályú bajnok (1): 2001–02
- Angol negyedosztályú bajnok (1): 1998–99

## Játékoskeret
2023. július 31-től
| #  |     | Poszt | Név               |
| -- | --- | ----- | ----------------- |
| 1  | ENG | K     | Lucy Thomas       |
| 29 | ENG | K     | Lucy Jones        |
| 31 | ENG | K     | Libby Hart        |
| 2  | ENG | V     | Martha Harris     |
| 3  | IRL | V     | Harriet Scott     |
| 4  | IRL | V     | Louise Quinn      |
| 14 | JAM | V     | Siobhan Wilson    |
| 15 | ENG | V     | Gemma Lawley      |
| 27 | ENG | V     | Abbi Jenner       |
| 37 | WAL | V     | Taylor Reynolds   |
| 38 | NIR | V     | Mikayla Wildgoose |
|    | ENG | V     | Neve Herron       |
| 6  | ENG | KP    | Lily Simkin       |

| #  |     | Poszt | Név                                             |
| -- | --- | ----- | ----------------------------------------------- |
| 8  | IRL | KP    | Jamie Finn                                      |
| 10 | SCO | KP    | Christie Murray                                 |
| 16 | ENG | KP    | Mollie Green                                    |
|    | ENG | KP    | Charlie Devlin (kölcsönben a Leicester Citytől) |
|    | ENG | KP    | Ellie Mason                                     |
|    | ENG | KP    | Remi Allen                                      |
|    | KOR | KP    | Cso Szojun                                      |
| 7  | ENG | CS    | Jade Pennock                                    |
| 9  | ENG | CS    | Libby Smith                                     |
| 17 | IRL | CS    | Lucy Quinn                                      |
| 32 | ENG | V     | Abi Cowie                                       |
| 36 | ENG | CS    | Louanne Worsey                                  |
| 40 | ENG | CS    | Delphi Cole                                     |

## Korábbi híres játékosok
| - Eniola Aluko - Laura Bassett - Karen Carney - Siobhan Chamberlain - Isobel Christiansen - Mary Earps - Mollie Green - Leanne Hall - Laura Harvey - Hannah Hampton - Melissa Lawley - Aoife Mannion | - Sarah Mayling - Jade Moore - Jo Potter - Alex Scott - Rebecca Spencer - Fran Stenson - Dunia Susi - Jodie Taylor - Rachel Unitt - Emily Westwood - Ellen White - Rachel Williams | - Rachel Yankey - Veatríki Szárí - Ann-Katrin Berger - Isabelle Linden - Corina Schröder - Andrine Hegerberg - Abbi Grant - Charlie Estcourt - Hannah Keryakoplis - Hayley Ladd - Kerrie Manley |